# Roland Asch
Roland Asch (* 12. Oktober 1950 in Altingen) ist ein ehemaliger deutscher Automobilrennfahrer.

## Biografie
Seine Automobillaufbahn begann 1973 mit Slalomrennen und führte ihn zu Bergrennen, wo er 1981 Deutscher Meister wurde. Nach Rennen in der Deutschen Rennsport-Meisterschaft erfolgte sein Debüt in der Deutschen Tourenwagen-Meisterschaft 1984 bei einem einzigen Rennen auf dem Hockenheimring. In den beiden Folgejahren fuhr Asch für das Ford-Team ABR Ringhausen Rennsport. 1988 wurde Asch Mercedes-Benz-Werksfahrer und blieb dort bis 1994. 1995 wechselte er in den Super Tourenwagen Cup, wo er bis 1999 für die Marken Ford, Nissan und Opel antrat und 1995 mit einem Ford ein Rennen gewann.
Neben Tourenwagen fuhr Asch auch erfolgreich in anderen Disziplinen. So gewann er den deutschen Porsche 944 Turbo Cup 1987, 1988 und 1989, sowie den Porsche Carrera Cup Deutschland 1991. 1999 fuhr er beim 24-Stunden-Rennen auf dem Nürburgring einen Nissan Skyline GT-R des japanischen Teams von Falken Tyres.
2000 ging Asch für ein Rennen im Deutschen Tourenwagen-Masters für das Audi-Team Abt Sportsline an den Start. In den Jahren 2001 bis 2003 trat er in  der V8-Star-Serie an und belegte dort 2001 den 3. Platz, 2002 den 5. Platz und 2003 den 11. Platz, wobei er vier Rennen gewann. Parallel dazu kehrte er 2001 mit mittlerweile über 50 Jahren in den Porsche Carrera Cup zurück, wo er bis 2003 fuhr. Ein Jahr später lenkte er einige Rennen einen Ford in der Tourenwagen-Europameisterschaft, der heutigen Tourenwagen-Weltmeisterschaft.
Seine Verbundenheit zu Rennfahrzeugen zeigte Roland Asch gelegentlich auch in repräsentativer Art, beispielsweise als Pilot von Renntaxis anlässlich des internationalen Bergrennens Arosa ClassicCar 2012.

## Persönliches
Gegenwärtig unterstützt er seinen Sohn Sebastian Asch, der Erfolge als Rennfahrer in der ADAC GT Masters erzielt. Außerdem führt Asch ein Autohaus der Marke Ford in Ammerbuch (Altingen).